# Panneau d'indication du mode de paiement sur une route à péage en France
Le panneau d'indication du mode de paiement sur une route à péage est, en France, un panneau de signalisation carré à fond bleu, bordé d’un listel blanc, portant en son centre un pictogramme de couleur blanche ou ocre représentant un mode de paiement. Il est codifié C64.

## Histoire
Trois signaux ont disparu, dont deux avec l'arrêté du 6 décembre 2011 :

C64b - Remplacé par un nouveau graphisme
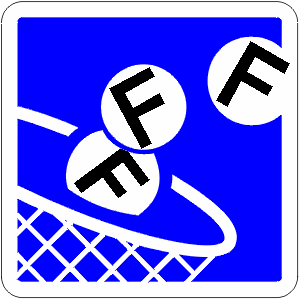
C64c1 - Modèle utilisé avant l'introduction de l'Euro. Remplacé en 2000.
C64d - version supprimée

## Usage

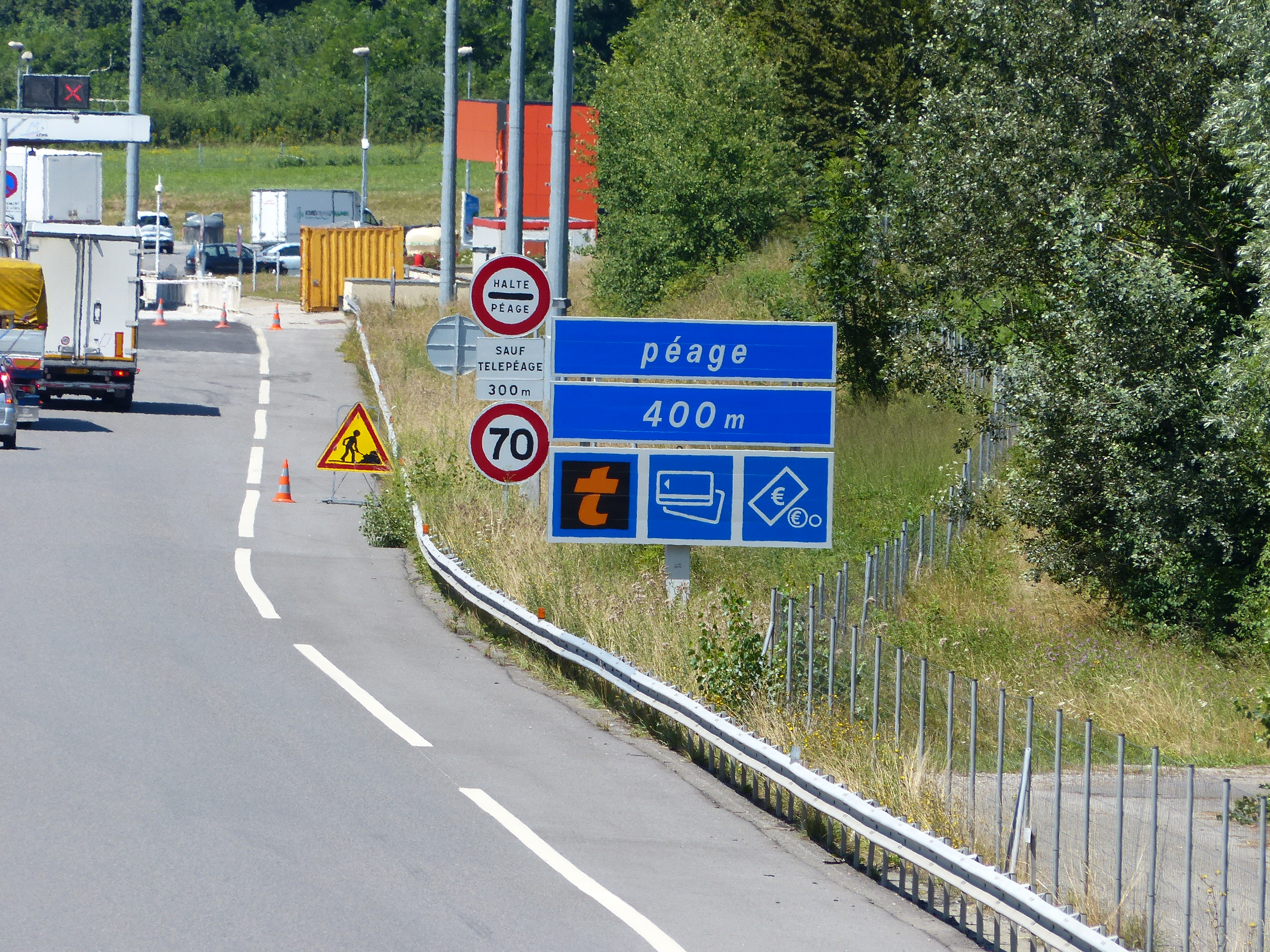
Panneau D47c avec C64d, C64b et C64c2.

La signalisation des modes de paiement est obligatoire si le gestionnaire de la voie souhaite affecter un moyen de paiement à une ou plusieurs files du péage. Il existe quatre types de signaux sur les panneaux de type C64 :
- Signal C64a - Paiement à un péagiste.
- Signal C64b - Paiement par carte bancaire.
- Signal C64c - Paiement automatique par pièces de monnaie (l’arrêté du 6 décembre 2011[1] a modifié ce panneau en C64c1 et un signal C64c2 a été créé : Paiement automatique par pièces et billets).
- Signal C64d - Paiement par abonnement. La voie est réservée aux usagers abonnés.

Ils doivent être implantés sur l’auvent de la gare de péage, au-dessus de la voie concernée. Ils peuvent être complétés par un ou plusieurs symboles catégoriels de type SC correspondant aux catégories d’usagers pouvant emprunter la voie et par un ou plusieurs panneaux d’interdiction de type B. Si la gare de péage est en section courante, la présignalisation au moyen des panneaux de type C64 est répétée à 1000 m et à 400 m.

## Caractéristiques
Il existe sept gammes de dimensions pour les panneaux d'indication C64, de forme carrée, contrairement aux autres familles de panneaux triangulaires, ronds ou le STOP qui en comprennent cinq. Les deux dimensions complémentaires sont les dimensions dites « supérieure » (1 200 mm de côté nominal) et « exceptionnelle » (1 500 mm de côté nominal).

## Implantation
La position des panneaux d'indication du mode de paiement est intégrée à la gare de péage.

### Position de la face
Le plan de face avant d'un panneau implanté sur accotement ou trottoir doit être légèrement incliné de 3 à 5° vers l'extérieur de la route afin d'éviter le phénomène de réflexion spéculaire qui peut, de nuit, rendre le panneau illisible pendant quelques secondes.

## Visibilité de nuit
Les panneaux et panonceaux de signalisation doivent être visibles et garder le même aspect de nuit comme de jour. Les revêtements rétroréfléchissants doivent avoir fait l'objet, soit d'une homologation, soit d'une autorisation d'emploi à titre expérimental. La rétroréflectorisation porte sur toute la surface des panneaux et panonceaux à l'exception des parties noires ou grises.

### Ouvrages utilisés
- Marina Duhamel-Herz, Un demi-siècle de signalisation routière : naissance et évolution du panneau de signalisation routière en France, 1894-1946, Paris, Presses de l’École nationale des Ponts et Chaussées, décembre 1994, 151 p. (ISBN 2-85978-220-6)
- Marina Duhamel-Herz et Jacques Nouvier, La signalisation routière en France : de 1946 à nos jours, Paris, AMC Éditions, novembre 1998, 302 p. (ISBN 2-913220-01-0)